# Titulus pictus

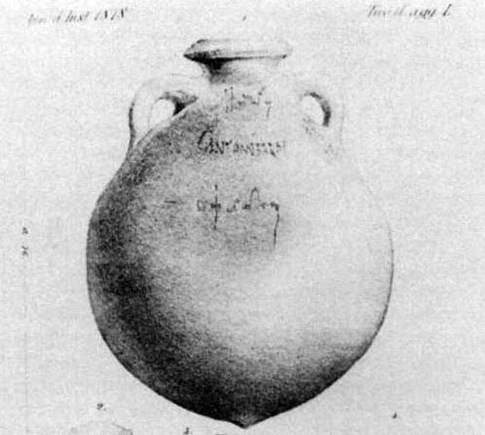
Un ánfora Dressel 20 con ejemplos de tituli picti hallada en Monte Testaccio.

Titulus pictus es un tipo de inscripción usada en la antigüedad. Se trata de un epígrafe de carácter comercial (especificando por ejemplo origen, destinatario, contenido, etc.) llevado a cabo sobre algún objeto (frecuentemente ánforas). Los tituli picti (forma en plural) se ejecutaban ante coctionem (es decir, antes del horneado de la cerámica), presionando con una estampa sobre la arcilla fresca. Son frecuentes estas inscripciones en los recipientes de comercio de época romana. Algunas de las ánforas grecoitálicas más antiguas de la península ibérica estaban inscritas con tituli picti en griego (como nos demuestran las piezas halladas en el pecio de La Secca de Capistello, en Lipari).